# كاميت
{{ص.م جبل
| خريطة طبوغرافية = India Uttarakhand
| حجم خريطة الموقع = 260
| الإحداثيات = كاميت هو ثاني أعلى جبل في منطقة جارهوال في اوتارانتشال بالهند بعد ناندا ديفي. يقع في منطقة شامولي في اوتارانتشال. يشبه مظهره هرما ضخما يعلوه منطقة مسطحة ذات قمتين.

## التسلق
نظرًا لموقعها بالقرب من هضبة تشينغهاي - التبت، فإن كاميت بعيدة تمامًا عن جبال الهيمالايا حيث لا يمكن الوصول إليها. كما أنها تقبل الكثير من الرياح، ولكنها تعتبر أنها ترتفع بشكل مباشر نسبيًا إلى هذه الجبال العالية. وصلت أول مجموعة من المستكشفين في المنطقة إلى المسيرة الطويلة التي يبلغ طولها 200 ميل (321.9 كم) من رانيكيت عبر غابات جبال الألب الكثيفة؛ من السهل الوصول اليوم
بينما بدأت محاولات تسلق كاميت في عام 1855، لم يتم الصعود الأول حتى عام 1931 من قبل فرانك سميث واريك شيبتون وهولدسورث وليوا شيربا، أعضاء البعثة البريطانية. كانت كاميت القمة الأولى أكثر من 25,000 قدم (7,620 م)أن، وكان أعلى قمة وصلت حتى الصعود الأول لناندا ديفي بعد خمس سنوات. (ومع ذلك، تم الوصول إلى ارتفاعات أعلى من غير القمة على الجانب الشمالي من جبل إيفرست في عشرينيات القرن العشرين.)
يبدأ المسار القياسي من النهر الجليدي شرق كاميت (أو بوربي كاميت)، ويستمر إلى. ميد (ج. من كول ميد)ويرتفع إلى الشمال الشرقي من وجه الشمال الحافة: عادة ما يتم وضع خمسة معسكرات على الطريق. ويتضمن الصعود الأخير إلى قمة الجبل ثلوجًا شديدة الانحدار وربما ثلجية.

## القمم المجاورة والفرعية
تحيط كاميت بثلاث قمم رئيسية مجاورة أو فرعية:
- موكوت باربات ، 7,242 م (23,760   قدم) تصنيفه 97 ، بروز = 840 م، ، شمال غرب . الصعود الأول 1951 (انظر أدناه). يبلغ ارتفاع القمة المزدوجة لموكوت باربات 7,130 م (23,392)   قدم).
- أبي غامين ، 7,355 م (24,130   قدم)، بروز = 217 م ، شمال شرق كاميت؛ متصل بكاميت بواسطة العقيد ميد. الصعود الأول 1950.
- مانا ، 7272 م (23858   قدم) 92 تصنيفه ، بروز = 720 م، ، جنوب شرق كاميت. الصعود الأول 1937.

العديد من القمم المجاورة مثل مانا شمال غرب تبعد 7,092 م، النقطة وتبعد 6,977 ديوبان وتبعد6,855 م، بيدانباربات وتبعد6,519 م  جميعها تقع بالقرب من كاميت.

## التسمية
هناك عدة تفسيرات مختلفة لاسم كاميت، ويدعي أنه معروف للتبتيين باسم كانغ مين، مما يدل على «الجدة الضخمة لسلسلة ثلج مقدسة». ومع ذلك، كتب فرانك سميث في كتابه «كاميت غزا» أن نشأة الاسم مأخوذة من الكلمة التبتية كانغ ميد («ثلوج منخفضة»، من كانغ، «ثلج»، وميد، «القليل»)، على أنها متميزة عن «أعلى ثلوج» من سلسلة كايلاش، 110 ميل شرق كاميت. (هذا النطاق أقل قليلاً من كاميت، وأعلى قمته هي قورلا منهيتا؛ ومع ذلك فهي تقف بشكل كامل على هضبة التبت المرتفعة). عند الفجر والغسق، «يبدو أن الصخر النحاسي لجبل كاميت الذي يعكس أشعة الشمس المائلة على الأنهار الجليدية المعلقة يضع هذه الأنهار الجليدية متوهجة مع نيران طقطقة ويغسل الجبل في توهج أحمر». ومن هنا فإن مصطلح «حريق جليدي» يستخدم أيضًا كإشارة إلى اسم كاميت

## جدول زمني جزئي
- 1848: ريتشارد ستراتشي يحدد ارتفاع ومكانة كاميت، وكذلك أبي جامين المجاورة وموكوت باربات ومارت مانا. 1855: بدعوة من شركة الهند الشرقية، تنكر المستكشف والباحث الألماني أدولف وروبرت شلاغينتويت في السفر إلى التبت. بعد إلقاء القبض عليهم والقبض عليهم، عادوا وحاكموا أبي غمين التبت (عبر أبي غمين الجليدي)، الذي يعتبر كاميت. (تسبب هذا الخطأ في استمرار الحركة حتى عام 1912.) وادعوا أنهم وصلوا إلى ارتفاع 6,785 م (22,260 قدمًا)، وهو الاستثناء حتى الآن. 1877: تحت قيادة EC Ryall ، استعرض IS بوكوك من مكتب التحقيقات الهندي موقف كاميت بدقة. ومع ذلك، فهو يؤيد الاعتقاد الخاطئ بأن أبي جامين هي اللغة الثانوية الثانوية لـ كومايت ويعتقد أن الطريق إلى الشمال من القمة ممكن.
- 1907: الدكتور توم لونجستاف، العميد. قام تشارلز بروس والموم، مع مرشدي جبال الألب الكسيس وهنري بروتشريل، باستطلاع أولي للجانبين الشرقي والغربي من كاميت. أعلى نقطة وصلت إليها هي 6100 م (20000 نبسب؛ قدم) فوق نهر الشرق كاميت الجليدي. يعتبر Longstaff طريق شرق كاميت خطيرًا جدًا بسبب خطر الانهيار.
- 1910-1911: قام CF Meade ، مع مرشدي جبال الألب الكسيس بروتشريل وبيير بلانك، وبعثة منفصلة بقيادة الدكتور AM Kellas ، باستطلاع أولي للجانب الغربي من القمة. يستكشفون ممر الخيام والأنهار الجليدية.
- 1911: الكابتن. حاول سلينجسبى كاميت على الجانب الغربي من نهر جاستولي الجليدي (أو غرب كاميت الجليدي) عبر العقيد على التلال بين أبي غامين وموكوت باربات (سميت فيما بعد باسم كولنج سلينجسباي، 6,400 م / 21,000 & نبسب؛ قدم).
- 1912: ميد، مع مرشدي جبال الألب فرانز لوخماتر من سانت نيكلاوس في كانتون فاليه، بيير بلانك، جاستن بلان وجان بيرين، يحاول كاميت طريق سلينجسباي، كما يستكشف لاحقًا نظام نهر ريخانا الجليدي إلى الشرق من كاميت. يخلص ميد إلى أن شرق كاميت الجليدي هو المسار العملي الوحيد لقمة جبل كاميت.
- 1913: سلينجسبي يحاول نفس الطريق كما في عام 1911 ويصل إلى 7000 م.(23000) نبسب؛ قدم) (توفي في وقت لاحق في معركة في بلاد ما بين النهرين في عام 1916.)
- 1913: ميد، مع دليل جبال الألب بيير بلانك، حاول كاميت من الجانب الشرقي ووصل إلى كول ميد، 7138 م. (23,420 & نبسب؛ قدم).
- 1914: قام كيلاس باستطلاع آخر لم تتوفر أي سجلات، وربما تم التخلي عنه في منتصف الطريق بسبب بدء الحرب العالمية الأولى.
- 1920: كيلاس والعقيد حاول HT Morshead طريق ميد لعام 1913 ويصل إلى نقطة أعلى بقليل من العقيد ميد.
- 1931: الصعود الأول لكاميت المفصل أعلاه.
- 1937: عاد فرانك سميث إلى وادي بهيوندار ويجعل الصعود المنفرد الأول لمانا في 12 أغسطس، من خلال سلسلة التلال الجنوبية من الهضبة على رأس نهر أوتاري ناكوني الجليدي. توقف رفيقه بروليفير عن الاستنفاد عند 23000 '.[1][2]
- 1950: قامت بعثة أنجلو سويسرية بصعود أبي غامين من سلسلة التلال الشمالية الشرقية.
- 1951: تم تسلق موكوت باربات عبر التلال الشمالية الغربية الحادة من قبل فريق نيوزيلندي متصدع ضم إيرل ريدفورد (الزعيم)، إدموند هيلاري، جورج لوي، إدموند كوتر وباسانغ داوا لاما. كان الصيفون Riddiford و Cotter و Pasang Dawa Lama.[3]
- 1955: قامت بعثة هندية من معهد تسلق جبال الهيمالايا في دارجيلنج بالارتقاء الثاني لكاميت في 6 يوليو. قاد الرائد ناريندرا جايال الحزب. وشكل فريق القمة كل من جايال وأنج ثاركاي ودا نامجيال وأنج تيمبا وهلاكبا دورجي. اتبع طريقهم سلسلة التلال التي تربط أبي جامين وكيميت.[4][5]
- 1966: تم تسلق مانا في 19 سبتمبر بطريق جديد، وهو سلسلة جبال NW من نهر بوربي كاميت الجليدي الذي رفض سميث في عام 1937، بواسطة Pranesh Chakraborty ، Pasang Phutar ، Tshering Lhakpa ، Pasang Tshering من المعسكر 5 (c.22500 ').
- 1986 تم تسلق كاميت بواسطة نادي تسلق الجبال من مومباي - جيريفيهار في 11 يونيو 1986. زعيم - Shrikant Oka ، صناع القرار - أنيل كومار وسانجاي بورول،
- 1995: تم تحجيم مانا شمال غرب من قبل أفراد من شرطة الحدود الهندية التبتية المشتركة - البعثة اليابانية بعد تسلق جدار تقني صعب.
- 2000: احتفالًا بمرور القرن، تسلق نادي جبل تمزق تسلق من اسانسول، ولاية البنغال الغربية كاميت في 3 أكتوبر 2000. كان القائدان القائد غوتام موخرجي وجاسجيت سينغ.
- 2006: حملة ذكرى 75th الذكرى من قبل قسم كولكاتا من نادي الهيمالايا يضع عشرة متسلقين على قمة كاميت. (كان الصاعد الأول فرانك سميث عضوا في نادي الهيمالايا.)
- 2008: الوجه الجنوبي الشرقي (6000   قدم) لأول مرة من قبل اثنين من المتسلقين اليابانيين، Kazuya Hiraide و Kei Taniguchi .[6]
- 2010: انهيار جليدي يقتل المقدم سي بورناشاندرا والرائد مانيش جوسين. كانوا جزءًا من فريق الجيش الهندي المكون من 41 عضوًا بقيادة العقيد أجاي كوتييال. لم يلخص أي من الأعضاء الـ 41 القمة بسبب نقص المهارات التقنية.
- 2012: تم تسلق الوجه الجنوبي الغربي (2000 م) لأول مرة من قبل أربعة متسلقين فرنسيين، سيباستيان بوهين، ديدييه جوردان، سيباستيان ماتي وسيباستيان راتيل، بعد طريق أطلقوا عليه اسم لعبة سبايسي .[7]

## الأنهار الجليدية والأنهار
الغرب (باتشمي أو باشمي) والشرق نهر كاميت الجليدي (بوربي أو بورفا) وانظمة رايكانا الجليدية تحيط بكاميت، تتفرع فروع نهر ويست كاميت الجليدي على المنحدرات الغربية لكميت وأبي غامين وموكوت باربات يتدفق نهر الشرق كاميت الجليدي من الجانب الشرقي من كاميت ومانا. ينشأ نهر ريخانا الجليدي على الجانب الشرقي من سرج كول ميد، ويتدفق شرق أبي غامين، ويتحد مع شرق كاميت الجليدي. يصب نهر ويست كاميت الجليدي في نهر ساراسواتي بينما يغذي نهر شرق كاميت الجليدي نهر داهوليجانجا؛ كلا النهرين روافد لنهر ألاكندا، النهر الرئيسي في منطقة شامولي

## البحث على ارتفاعات عالية
أجرى أ . م . كيلاس ورفيقه مورشيد دراسات علمية خلال رحلتهم إلى كاميت عام 1920 التي ركزت على فسيولوجيا التأقلم على السفر إلى مرتفعات عالية وعلى إمكانية استخدام الاكسجين الإضافي اثبتت هذه الدراسات في النهاية انها مفيدة في الحملات الاستكشافية إلى جبل إيفرست.